# Resolutie 1512 Veiligheidsraad Verenigde Naties
Resolutie 1512 van de Veiligheidsraad van de Verenigde Naties werd unaniem door de Veiligheidsraad van de Verenigde Naties aangenomen op 27 oktober 2003, en amendeerde de statuten van het Rwandatribunaal met betrekking tot de ad litem-rechters.

## Achtergrond
Toen Rwanda een Belgische kolonie was, werd de Tutsi-minderheid in het land verheven tot een elitie die de grote Hutu-minderheid wreed onderdrukte. Na de onafhankelijkheid werden de Tutsi verdreven en namen de Hutu de macht over. Het conflict bleef aanslepen, en in 1990 vielen Tutsi-milities verenigd als het FPR Rwanda binnen. Met westerse steun werden zij echter verdreven.
In Rwanda zelf werd de Hutu-bevolking opgehitst tegen de Tutsi. Dat leidde begin 1994 tot de Rwandese genocide. De UNAMIR-vredesmacht van de Verenigde Naties kon vanwege een te krap mandaat niet ingrijpen. Later dat jaar werd het Rwanda-tribunaal opgericht om de daders te vervolgen.

## Inhoud
Men wilde de bevoegdheden van de ad litem-rechters van het Rwandatribunaal uitbreiden zodat ze, als ze toegewezen waren aan een rechtszaak, indien nodig ook konden jureren in rechtszittingen in andere zaken. Ook wilde men hun aantal dat was toegewezen aan een rechtskamer optrekken.
De Veiligheidsraad besloot aldus de artikelen °11 en °12 van de statuten van het Rwandatribunaal te amenderen met de provisies in bijlage.

### Annex

#### Artikel °11 - Samenstelling van de kamers
De kamers waren samengesteld uit zestien permanente rechters en negen ad litem-rechters. Elke kamer bestond uit drie permanente en zes ad litem-rechters. Zeven permanente rechters maakten deel uit van de
kamer van beroep en elke beroepszaak bestond uit vijf van deze rechters.

#### Artikel °12 - Status van ad litem-rechters
Gedurende de periode dat ze benoemd waren bij het Rwandatribunaal, kregen ad litem-rechters dezelfde bevoegdheden en voordelen als de permanente rechters. Ze waren echter verkiesbaar noch hadden ze stemrecht bij de verkiezing van de voorzitter van het tribunaal of een rechtskamer. Ook konden ze geen regels, procedures en bewijs aannemen; maar hiervoor moesten ze wel geraadpleegd worden.

## Verwante resoluties
- Resolutie 1503 Veiligheidsraad Verenigde Naties
- Resolutie 1505 Veiligheidsraad Verenigde Naties
- Resolutie 1534 Veiligheidsraad Verenigde Naties (2004)
- Resolutie 1684 Veiligheidsraad Verenigde Naties (2006)

Lijst ·  1455 ·  1456 ·  1457 ·  1458 ·  1459 ·  1460 ·  1461 ·  1462 ·  1463 ·  1464 ·  1465 ·  1466 ·  1467 ·  1468 ·  1469 ·  1470 ·  1471 ·  1472 ·  1473 ·  1474 ·  1475 ·  1476 ·  1477 ·  1478 ·  1479 ·  1480 ·  1481 ·  1482 ·  1483 ·  1484 ·  1485 ·  1486 ·  1487 ·  1488 ·  1489 ·  1490 ·  1491 ·  1492 ·  1493 ·  1494 ·  1495 ·  1496 ·  1497 ·  1498 ·  1499 ·  1500 ·  1501 ·  1502 ·  1503 ·  1504 ·  1505 ·  1506 ·  1507 ·  1508 ·  1509 ·  1510 ·  1511 ·  1512 ·  1513 ·  1514 ·  1515 ·  1516 ·  1517 ·  1518 ·  1519 ·  1520 ·  1521